# William Bell Dinsmoor Jr.
William Bell Dinsmoor Jr. (geboren am 2. Juli 1923 in New York City; gestorben am 7. Juli 1988 in Athen) war ein US-amerikanischer Klassischer Archäologe und Architekturhistoriker.
William Bell Dinsmoor Jr. war der Sohn des Architekturhistorikers William Bell Dinsmoor und Zillah F. Dinsmoors, geborene Pierce. Er besuchte die Phillips Exeter Academy und nahm ein Studium an der Columbia University in New York auf. Während des Zweiten Weltkriegs unterbrach er sein Studium und diente als Soldat in Indien und China. Nach Ende des Zweiten Weltkriegs setzte er sein Studium an der Columbia-Universität fort und schloss 1947 mit einem Bachelor in Modernen Sprachen ab. Im Anschluss wandte er sich der Architektur zu und folgte hierin seinem Vater, der ein bedeutender Bauforscher im Bereich der antiken Architektur war. Im Jahr 1947 erlangte Dinsmoor Jr. in Architektur einen Bachelor, 1951 seinen Master an der Columbia School of Architecture. Es folgte eine kurze Phase, in der Dinsmoor Jr. als Architekt und Ingenieur im texanischen El Paso arbeitete.
Dinsmoor zog nach Griechenland und unterstützte Lucy T. Shoe Meritt bei ihren formgeschichtlichen Untersuchungen zur griechischen Architektur und deren Profilen. Carl Blegen half er bei der Aufarbeitung und Veröffentlichung der Grabungsergebnisse zu Troja und Pylos. Seine ersten Erfahrungen in der archäologischen Feldarbeit machte er unter Oscar Broneer, an dessen Ausgrabung des mit den Isthmischen Spielen verbundenen Poseidontempels Dinsmoor teilnahm. Von 1962 bis 1963 war er der erste Fellow der 1961 gegründeten Olivia-James-Stiftung am Archaeological Institut of America.
1966 wurde Dinsmoor leitender Architekt der Ausgrabungen auf der Agora in Athen und behielt diese Position bis zu seinem Tod im Jahr 1988. Seine eigenen Forschungen konzentrierten sich auf die Architektur Athens, namentlich zum Tempel des Poseidon auf Kap Sounion und zur Vorgängerbebauung der Athener Propyläen auf der Akropolis, aber auch zu Korfu und Stobi lieferte er wichtige Erkenntnisse. Während er das Werk seines Vaters zu den Propyläen des Mnesikles für die Publikation vorbereitete, starb Dinsmoor in Athen.

## Publikationen (Auswahl)
- Sounion. Lycabettus Press, Athens 1971.
- The Propylaia to the Athenian Akropolis. Band 1: The predecessors. American School of Classical Studies at Athens, Princeton (N.J.) 1980 ISBN 0-876-61940-5.
- mit Anastasia Norre Dinsmoor und William Bell Dinsmoor: The Propylaia to the Athenian Akropolis. Band 2. American School of Classical Studies at Athens, Princeton (N.J.) 1984, ISBN 0-876-61941-3